# Francynne Jacintho
Francynne Aparecida Jacintho (ur. 16 lipca 1993 w Marindze) – brazylijska siatkarka, grająca na pozycji środkowej, reprezentantka kraju. 

## Sukcesy klubowe
Klubowe Mistrzostwa Ameryki Południowej:
- 2014
- 2019, 2020

Mistrzostwo Brazylii:
- 2014, 2019

Puchar Brazylii:
- 2015

Superpuchar Brazylii:
- 2018[3], 2019

## Sukcesy reprezentacyjne
Mistrzostwa Ameryki Południowej Kadetek:
- 2008[4]

Mistrzostwa Świata Kadetek:
- 2009

Mistrzostwa Ameryki Południowej Juniorek:
- 2010[5]

Mistrzostwa Świata Juniorek:
- 2011

## Nagrody indywidualne
- 2010: Najlepsza blokująca Mistrzostw Ameryki Południowej Juniorek